# Dihunamb
Dihunamb ! (Réveillons-nous !, en breton), est le nom d'une revue mensuelle en breton vannetais, qui paraît de 1905 à 1944. La revue porte le sous-titre : « Dastumaden miziek groeit aveit Breihiz Bro Guéned » (Recueil mensuel fait pour les Bretons du Pays Vannetais).

## Historique
La revue est fondée en janvier 1905 par Loeiz Herrieu aidé d'André Mellac qui apporte notamment les fonds. Loeiz Herrieu en est le directeur. Bimestrielle à ses débuts, Dihunamb ! devient mensuelle l'année suivante. La revue cesse de paraître à deux reprises :
- pendant la Première Guerre mondiale alors que Loeiz Herrieu et ses principaux collaborateurs sont au front. Dihunamb ! reparaît en janvier 1921 avec le n°115.
- l'impression de la revue est interdite temporairement en 1940 par André Bousquet, sous-préfet à Lorient.

Dihunamb ! disparaît en juillet 1944 après la diffusion de 395 numéros.

## La revue
Dihunamb ! aborde de nombreux sujets : nouvelles, contes, chants, conseils aux agriculteurs, recettes de cuisine, comptes rendus de livres, vies de Vannetais célèbres et de Saints bretons, etc. La revue est tirée à 3000 exemplaires en 1907  mais atteint un tirage de 5000 et, exceptionnellement, de 7000 exemplaires entre les deux guerres. Le but de Loeiz Herrieu était de faire perdre aux bretonnants vannetais la honte de leur langue.

## Principaux collaborateurs
- Jean-Pierre Calloc'h,
- Joseph Le Bayon,
- Jean-Marie Héno (Yann-Vari Heneu (br)),
- Pierre Mocaër,
- Yves Le Diberder,
- Jean-Mathurin Cadic,
- Louise Le Meliner (Loeiza er Meliner (br)),
- Jean-François-Marie Jacob,
- Joseph Cuillandre,
- Jérôme Buléon,
- Pierre Le Sausse (br) (Pier ar Saoz)
- Guillaume Le Borgne.

## Galerie

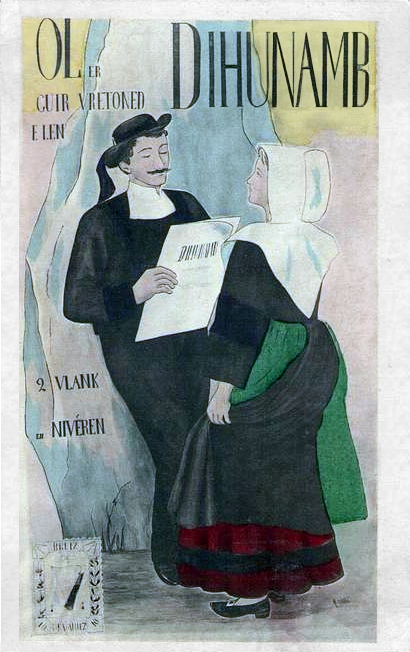
Carte postale publicitaire. « Ol er guir vretoned e len Dihunamb ». Illustration de Nathalie de Volz Kerhoënt[4].
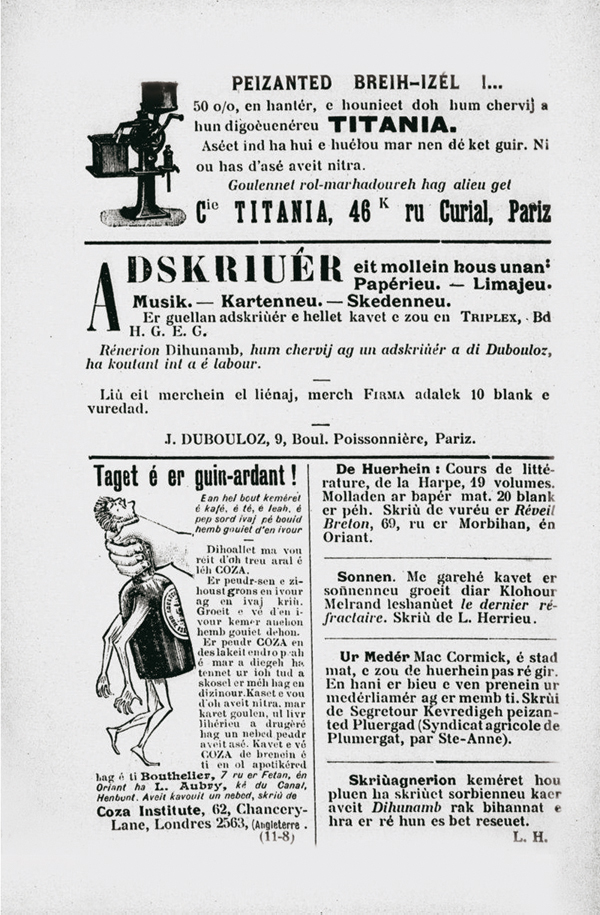
Page de réclames rédigée en breton vannetais, Dihunamb !, n° 30, 1907.
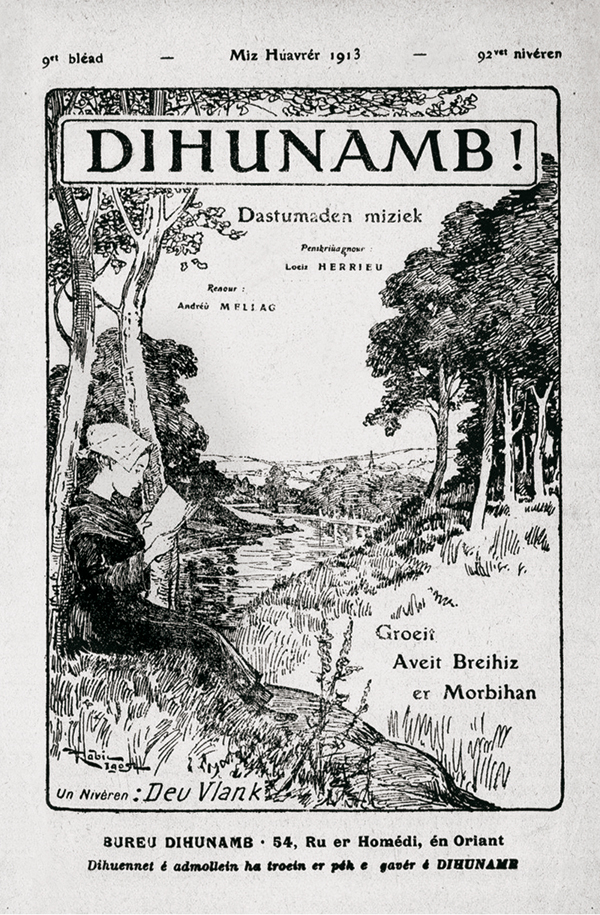
Couverture de la revue Dihunamb !, n° 92, février 1913.
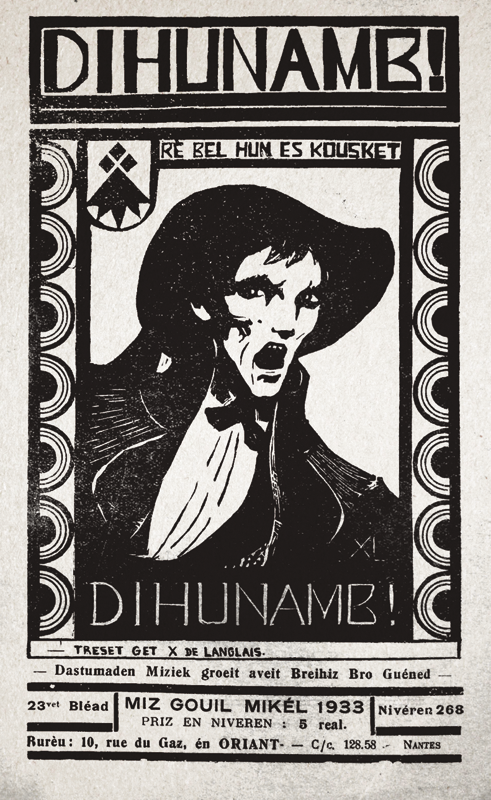
Couverture de la revue Dihunamb !, n° 268, septembre 1933. Illustration de X. de Langlais.